# لاله واژگون شطرنجی
لالهٔ واژگون شطرنجی یا گل سرنگون شطرنجی (نام علمی: Fritillaria kotschyana) یکی از گونه‌های لاله واژگون است. ارتفاع آن به ۱۵ تا ۲۵ سانتیمتر می‌رسد و گل‌های واژگون تقریباً بطول ۳ سانتیمتر است. رنگ آن از سبز خالص تا قهوه‌ای خالص متغیر است و معمولاً دارای طرحی شطرنجی است. اکثراً در قسمت‌های مرتفع جنگل‌ها تا ۲۷۰۰ متر ارتفاع و در تمام طول سمت شمالی کوه‌های البرز روئیده ولی بعضی مواقع در دامنه‌های سنگلاخی اکثر دره‌های مرکزی این سلسله جبال نیز دیده می‌شود. زمان گلدهی در ماه اردیبهشت است.